# Bulbophyllum lophoglottis
Bulbophyllum lophoglottis é uma espécie de orquídea (família Orchidaceae) pertencente ao gênero Bulbophyllum. Foi descrita por André Guillaumin e Nicolas Hallé em 1977.